# آلفردو ریتسو
آلفردو ریتسو (ایتالیایی: Alfredo Rizzo؛ ۲ ژانویه ۱۹۰۲ – ۶ سپتامبر ۱۹۹۱) کارگردان فیلم، فیلم‌نامه‌نویس و بازیگر اهل ایتالیا بود.
از فیلم‌هایی که وی در آن نقش داشته‌است، می‌توان به هیولای پُرشهوت، دختر اهل بولونیا، عشق‌بازان، در آخرین لحظه، قاتل مادرزاد، گودال خونین وحشت، زندگی شیرین، تعطیلات رمی، نان، عشق و رؤیاها، دانشجویان گاسکونیا، کجا می‌روی، جنگ و صلح، بوکاچو ۷۰، ارواح مردگان، ساتیریکون فلینی، سه، مجلس‌گردان خون‌آشام است، چیچو و فرانکو در سال اختلاف نظر، قطار شب به میلان، کارمن و اینترپل اشاره کرد.